# 鐵米爾套路面電車

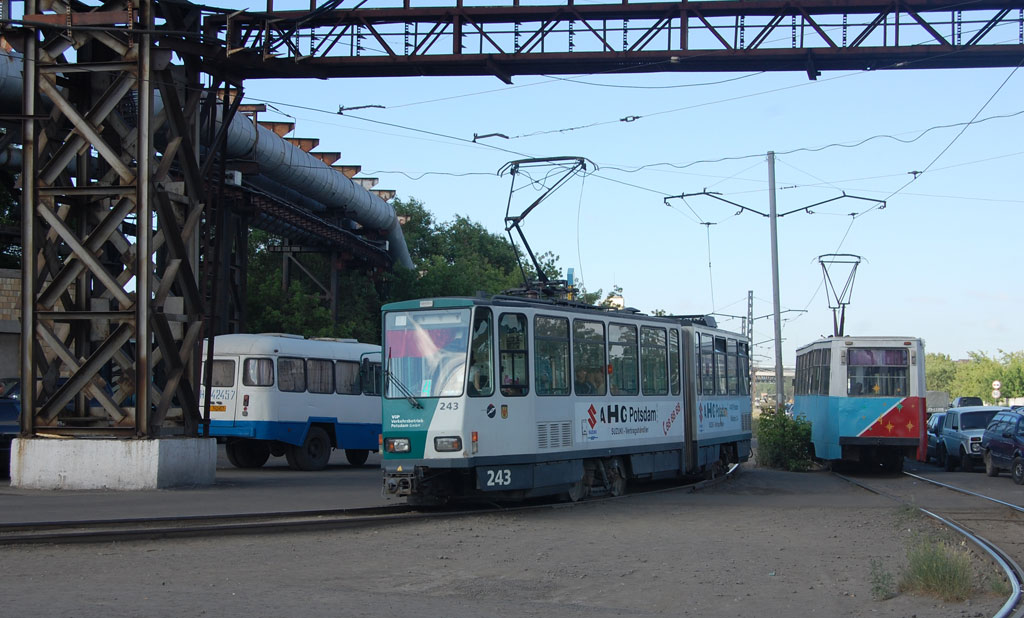
在安赛乐米塔尔工厂周圍运行的 Tatra KT4

鐵米爾套路面電車是哈萨克斯坦铁米尔套运行的有軌电车。從1959年开始營運。目前由安賽樂米塔爾的运输部门运营。

## 路线
路網曾有4条线路，但现在只有1条线路，即4号线仍在运营，長度10.9公里，使用1524毫米寬軌，550伏特架空線供電。
普通票车資为50坚戈，敬老票30坚戈，下车时支付给司机。
營運路线
- 4 号线 Цех обжига — 8-й микрорайон

停運路線
- 1 号线 Старый город — Цех обжига
- 2 号线 Цех обжига — КХП
- 3号线 Старый город — 8-й микрорайон

1、3号线于2005年废除，2号线于2013年6月25日废除。

## 车辆
- 蘇聯烏斯季-卡塔夫車輛製造廠（英语：Ust-Katav Wagon-Building Plant）的KTM-5（英语：KTM-5）
- 捷克ČKD的塔特拉 KT4（英语：Tatra KT4）

## 外部連結
- 鐵米爾套電車網站 （页面存档备份，存于）